# Baron Boteler
Baron Boteler (auch Botiler oder Butiller) war ein erblicher britischer Adelstitel, der dreimal in der Peerage of England verliehen wurde.

## Verleihungen
Erstmals wurde am 23. Juni 1295 der Titel Baron Boteler, of Warrington, für William (le) Boteler geschaffen, indem dieser durch Writ of Summons ins englische Parlament berufen wurde. Der Titel ruht (dormant), seit dieser um 1328 starb, da keiner seiner Nachkommen seinen Titel seither rechtswirksam beanspruchte.
Parallel zur ersten Verleihung wurde am 19. März 1308 durch Writ of Summons der Titel Baron Boteler, of Wem, an William (le) Boteler verliehen. Dessen Urenkelin, die 4. Baroness, heiratete um 1370 Robert de Ferrers, der 1375 als Baron Ferrers of Wemme ins Parlament berufen wurde. Diese Berufung mag auch als aus dem Recht seiner Gattin erfolgt verstanden werden. Beim Tod der 4. Baroness, fiel der Titel im Juni 1411 in Abeyance zwischen den beiden Töchtern ihres 1396 gestorbenen Sohnes Robert.
In dritter Verleihung wurde am 30. Juli 1628 durch Letters Patent der Titel Baron Boteler, of Brantfield in the County of Hertford, für den ehemaligen Unterhausabgeordneten Sir John Boteler, 1. Baronet, neu geschaffen. Dieser war bereits am 12. April 1620 in der Baronetage of England zum Baronet, of Hatfield Woodhall in the County of Hertford, erhoben worden. Beide Titel erloschen 1647 beim Tod von dessen Sohn, dem 2. Baron.

## Liste der Barone Boteler

### Barone Boteler, of Warrington (1295)
- William Boteler, 1. Baron Boteler († um 1328)

### Barone Boteler, of Wem (1308)
- William Boteler, 1. Baron Boteler († 1334)
- William Boteler, 2. Baron Boteler († 1361)
- William Boteler, 3. Baron Boteler († 1369)
- Elizabeth Boteler, 4. Baroness Boteler († 1411) (Titel abeyant 1411)

### Barone Boteler, of Brantfield (1628)
- John Boteler, 1. Baron Boteler († 1637)
- William Boteler, 2. Baron Boteler († 1647)